# Badamasi
Badamasi: Portrait of a General es una película biográfica sobre el exjefe de Estado nigeriano, Ibrahim Badamasi Babangida. Fue dirigida por Obi Emelonye y protagonizada por Enyinna Nwigwe. Es la primera película biográfica política de Nollywood.

## Sinopsis
Badamasi cuenta la historia de Babangida desde sus orígenes en la aldea de Wushishi en el norte de Nigeria hasta su incorporación al ejército y el tiempo como jefe de Estado militar nigeriano. También retrata eventos significativos en su vida, incluido el período de la guerra civil de Nigeria, donde sufrió heridas en un intento de rescatar a un colega. También se retrataron los posteriores golpes militares y la anulación de las elecciones presidenciales de junio de 1993.

## Elenco
- Enyinna Nwigwe como Babangida
- Charles Inojie
- Sani Danja
- Yakubu Muhammed
- Okey Bakassi
- Kalu Ikeagwu
- Julius Agwu
- Erick Didie

## Producción y lanzamiento
La producción de la película comenzó en 2017. Está ambientada en la década de 1980-1990 en Nigeria y fue filmada en locaciones en Lagos, Minna, Abuya y la Universidad de Nigeria (UNN), Nsukka. El director dijo en una entrevista para  Pulse Nigeria que le tomó 4 años convencer a Babangida de que le permitiera hacer la película. Con fecha de lanzamiento prevista inicialmente para el 29 de noviembre de 2019, su estreno se retrasó debido a que se informó que "personas poderosas" estaban en contra de la circulación de la película. Existía la preocupación de que pudiera ser un intento de encubrir la historia de Babangida, ya que la anulación de las elecciones presidenciales de junio de 1993 le valió la condena de Babangida. El primer avance se lanzó en septiembre de 2019. Badamasi se estrenó en el Cineworld O2 Arena en el sur de Londres el 12 de junio de 2021.

## Recepción
Un crítico de The Guardian elogió la película por su producción y atención a los detalles técnicos y señaló que "no se 'sentía' como Nollywood" y estaba en consonancia con las otras películas de Obi Emelonye, incluidas Heart 2 Heart, The Mirror Boy, Last Flight to Abuja y Onye Ozi.

### Premios y nominaciones
| Año  | Premios                                  | Categoría                                   | Nominado       | Resultado     | Ref.  |
| ---- | ---------------------------------------- | ------------------------------------------- | -------------- | ------------- | ----- |
| 2020 | Premios de la Academia del Cine Africano | Mejor actor principal                       | Enyinna Nwigwe | Nominado      | [ 6 ] |
| 2020 | Premios de la Academia del Cine Africano | Mejores efectos visuales                    | Badamasi       | Nominado      | [ 6 ] |
| 2021 | Best of Nollywood Awards                 | Mejor actor principal (En inglés)           | Enyinna Nwigwe | En proceso... | [ 7 ] |
| 2021 | Best of Nollywood Awards                 | Mejor actor de reparto (En inglés)          | Sani Danja     | En proceso... | [ 7 ] |
| 2021 | Best of Nollywood Awards                 | Película con los mejores efectos especiales | Badamasi       | En proceso... | [ 7 ] |
| 2021 | Best of Nollywood Awards                 | Película con el Mejor Diseño de Producción  | Badamasi       | En proceso... | [ 7 ] |
| 2021 | Best of Nollywood Awards                 | Película con la mejor cinematografía        | Badamasi       | En proceso... | [ 7 ] |